# Skeleton-Weltcup 2024/25
Der Skeleton-Weltcup 2024/25 (Sponsorenname: BMW IBSF Weltcup 2024/2025) ist die höchste, von der International Bobsleigh & Skeleton Federation (IBSF) veranstaltete, internationale Wettkampfserie im Skeleton. Der Weltcup begann am 13. November 2024 in Pyeongchang und soll am 8. Februar 2025 in Lillehammer enden.
In dieser Saison werden die Rennen des Bob-Weltcups nur teilweise am gleichen Ort stattfinden. Während zum Saisonstart in Ostasien ausschließlich Skeleton-Rennen ausgetragen werden, gibt es im weiteren Saisonverlauf in Europa reine Bob-Weltcups.
Höhepunkt der Saison sind die Weltmeisterschaften 2025 in Lake Placid, deren Ergebnisse jedoch nicht zum Weltcup zählen.
Titelverteidiger in der Gesamtweltcupwertung sind die Niederländerin Kimberley Bos und der Brite Matt Weston.

## Wettkampfkalender
| Nr.                                                               | Datum                              | Land                | Ort         | Bahn                                  | Einzel | Einzel | Mixed |
| Nr.                                                               | Datum                              | Land                | Ort         | Bahn                                  | M      | F      | Mixed |
| ----------------------------------------------------------------- | ---------------------------------- | ------------------- | ----------- | ------------------------------------- | ------ | ------ | ----- |
| 1                                                                 | 13.–17. November 2024              | Südkorea            | Pyeongchang | Olympic Sliding Centre                | ●●     | ●●     |       |
| 2                                                                 | 20.–23. November 2024              | Volksrepublik China | Yanqing     | Yanqing National Sliding Center       | ●      | ●      |       |
| 3                                                                 | 2.–6. Dezember 2024                | Deutschland         | Altenberg   | Rennschlitten- und Bobbahn Altenberg  | ●      | ●      | ●     |
| 4                                                                 | 9.–13. Dezember 2024               | Lettland            | Sigulda     | Bob- und Rennschlittenbahn Sigulda    | ●      | ●      |       |
| 5                                                                 | 30. Dezember 2024 – 3. Januar 2025 | Deutschland         | Winterberg  | Veltins-Eisarena                      | ●      | ●      | ●     |
| 6                                                                 | 6.–10. Januar 2025                 | Schweiz             | St. Moritz  | Olympia Bob Run St. Moritz–Celerina   | ●      | ●      | ●     |
| 7/EM                                                              | 3.–8. Februar 2025                 | Norwegen            | Lillehammer | Lillehammer Olympiske Bob- og Akebane | ●      | ●      | ●     |
| 2. bis 8. März 2025 – Skeleton-Weltmeisterschaften in Lake Placid |                                    |                     |             |                                       |        |        |       |

## Übersicht
| Weltcup in Pyeongchang, 16.–17. November 2024 | Weltcup in Pyeongchang, 16.–17. November 2024 | Weltcup in Pyeongchang, 16.–17. November 2024 | Weltcup in Pyeongchang, 16.–17. November 2024 |
| --------------------------------------------- | --------------------------------------------- | --------------------------------------------- | --------------------------------------------- |
| Disziplin                                     | Erster Platz                                  | Zweiter Platz                                 | Dritter Platz                                 |
| Frauen (1. Wettkampf)                         | Amelia Coltman                                | Janine Flock                                  | Nicole Rocha Silveira                         |
| Frauen (2. Wettkampf)                         | Freya Tarbit                                  | Hannah Neise                                  | Janine Flock                                  |
| Männer (1. Wettkampf)                         | Christopher Grotheer                          | Marcus Wyatt                                  | Matt Weston                                   |
| Männer (2. Wettkampf)                         | Christopher Grotheer                          | Marcus Wyatt                                  | Matt Weston                                   |

| Weltcup in Yanqing, 23. November 2024 | Weltcup in Yanqing, 23. November 2024 | Weltcup in Yanqing, 23. November 2024 | Weltcup in Yanqing, 23. November 2024 |
| ------------------------------------- | ------------------------------------- | ------------------------------------- | ------------------------------------- |
| Disziplin                             | Erster Platz                          | Zweiter Platz                         | Dritter Platz                         |
| Frauen                                | Zhao Dan                              | Hannah Neise                          | Freya Tarbit                          |
| Männer                                | Christopher Grotheer                  | Matt Weston                           | Yin Zheng                             |

| Weltcup in Altenberg, 6. Dezember 2024 | Weltcup in Altenberg, 6. Dezember 2024      | Weltcup in Altenberg, 6. Dezember 2024         | Weltcup in Altenberg, 6. Dezember 2024         |
| -------------------------------------- | ------------------------------------------- | ---------------------------------------------- | ---------------------------------------------- |
| Disziplin                              | Erster Platz                                | Zweiter Platz                                  | Dritter Platz                                  |
| Frauen                                 | Kim Meylemans                               | Susanne Kreher                                 | Hannah Neise                                   |
| Männer                                 | Christopher Grotheer                        | Matt Weston                                    | Marcus Wyatt                                   |
| Mixed Team                             | GroßbritannienTabitha Stoecker Marcus Wyatt | Vereinigte StaatenSara Roderick Austin Florian | DeutschlandSusanne Kreher Christopher Grotheer |

| Weltcup in Sigulda, 13. Dezember 2024 | Weltcup in Sigulda, 13. Dezember 2024 | Weltcup in Sigulda, 13. Dezember 2024 | Weltcup in Sigulda, 13. Dezember 2024 |
| ------------------------------------- | ------------------------------------- | ------------------------------------- | ------------------------------------- |
| Disziplin                             | Erster Platz                          | Zweiter Platz                         | Dritter Platz                         |
| Frauen                                | Kimberley Bos                         | Janine Flock                          | Kim Meylemans                         |
| Männer                                | Marcus Wyatt                          | Matt Weston                           | Yin Zheng Samuel Maier                |

| Weltcup in Winterberg, 3. Januar 2025 | Weltcup in Winterberg, 3. Januar 2025  | Weltcup in Winterberg, 3. Januar 2025 | Weltcup in Winterberg, 3. Januar 2025 |
| ------------------------------------- | -------------------------------------- | ------------------------------------- | ------------------------------------- |
| Disziplin                             | Erster Platz                           | Zweiter Platz                         | Dritter Platz                         |
| Frauen                                | Janine Flock                           | Anna Fernstädt                        | Hannah Neise                          |
| Männer                                | Matt Weston                            | Samuel Maier                          | Christopher Grotheer                  |
| Mixed                                 | Volksrepublik ChinaZhao Dan Lin Qinwei | ÖsterreichJanine Flock Samuel Maier   | Volksrepublik ChinaLi Yuxi Yin Zheng  |

| Weltcup in St. Moritz, 10. Januar 2025 | Weltcup in St. Moritz, 10. Januar 2025   | Weltcup in St. Moritz, 10. Januar 2025       | Weltcup in St. Moritz, 10. Januar 2025 |
| -------------------------------------- | ---------------------------------------- | -------------------------------------------- | -------------------------------------- |
| Disziplin                              | Erster Platz                             | Zweiter Platz                                | Dritter Platz                          |
| Frauen                                 | Janine Flock                             | Kim Meylemans                                | Nicole Rocha Silveira                  |
| Männer                                 | Matt Weston                              | Christopher Grotheer                         | Amedeo Bagnis                          |
| Mixed                                  | DeutschlandJacqueline Pfeifer Axel Jungk | Vereinigte StaatenMystique Ro Austin Florian | GroßbritannienFreya Tarbit Matt Weston |

| Weltcup in Lillehammer, 7. Februar 2025 | Weltcup in Lillehammer, 7. Februar 2025   | Weltcup in Lillehammer, 7. Februar 2025 | Weltcup in Lillehammer, 7. Februar 2025      |
| --------------------------------------- | ----------------------------------------- | --------------------------------------- | -------------------------------------------- |
| Disziplin                               | Erster Platz                              | Zweiter Platz                           | Dritter Platz                                |
| Frauen                                  | Janine Flock                              | Mystique Ro                             | Amelia Coltman                               |
| Männer                                  | Lin Qinwei                                | Samuel Maier                            | Marcus Wyatt                                 |
| Mixed                                   | GroßbritannienAmelia Coltman Marcus Wyatt | ÖsterreichJanine Flock Samuel Maier     | Vereinigte StaatenMystique Ro Austin Florian |

## Gesamtwertung

### Frauen
| Rang | Athlet                | PY1 | PY2 | YAN | ALT | SIG | WIN | STM | LIL | Punkte |
| ---- | --------------------- | --- | --- | --- | --- | --- | --- | --- | --- | ------ |
| 01   | Janine Flock          | 2   | 3   | 12  | 4   | 2   | 1   | 1   | 1   | 1615   |
| 02   | Kimberley Bos         | 8   | 9   | 6   | 5   | 1   | 4   | 5   | 4   | 1465   |
| 03   | Hannah Neise          | 6   | 2   | 2   | 3   | 4   | 3   | 14  | 9   | 1452   |
| 04   | Amelia Coltman        | 1   | 19  | 14  | 6   | 5   | 5   | 11  | 3   | 1291   |
| 05   | Jacqueline Pfeifer    | 10  | 4   | 5   | 13  | 11  | 6   | 6   | 8   | 1288   |
| 06   | Nicole Rocha Silveira | 3   | 6   | –   | 7   | 14  | 8   | 3   | 6   | 1192   |
| 07   | Tabitha Stoecker      | 18  | 5   | 4   | 10  | 9   | 16  | 4   | 10  | 1184   |
| 08   | Freya Tarbit          | 4   | 1   | 3   | 21  | 8   | 13  | 17  | 14  | 1159   |
| 09   | Susanne Kreher        | 17  | 15  | 9   | 2   | 6   | 17  | 10  | 5   | 1146   |
| 10   | Zhao Dan              | 5   | 11  | 1   | 17  | 16  | 20  | 8   | 10  | 1101   |
| 11   | Anna Fernstädt        | 16  | 8   | 8   | 12  | 10  | 2   | 19  | 15  | 1076   |
| 12   | Mystique Ro           | 15  | 18  | 10  | 20  | 7   | 11  | 9   | 2   | 1062   |
| 13   | Kim Meylemans         | 13  | 7   | –   | 1   | 3   | 12  | 2   | –   | 1051   |
| 14   | Corinna Leipold       | 9   | 10  | 11  | 8   | 13  | –   | 12  | –   | 0840   |
| 15   | Jane Channell         | 11  | 13  | 17  | 11  | 12  | 15  | 13  | –   | 0832   |
| 16   | Valentina Margaglio   | 12  | 17  | 20  | 19  | 18  | 7   | 20  | 16  | 0770   |
| 17   | Hallie Clarke         | 6   | 14  | 7   | –   | –   | 8   | 16  | –   | 0712   |
| 18   | Katie Uhlaender       | 14  | 16  | 16  | 14  | 16  | 24  | 21  | 21  | 0681   |
| 19   | Li Yuxi               | 20  | 23  | 15  | 21  | 15  | 18  | 18  | 13  | 0668   |
| 20   | Kelly Curtis          | 23  | 33  | 24  | 16  | 22  | 22  | 7   | 7   | 0653   |
| 21   | Sara Roderick         | 18  | 12  | 19  | 9   | 27  | 23  | 23  | 19  | 0640   |
| 22   | Alessia Crippa        | 21  | 25  | 13  | 17  | 21  | 19  | 14  | 25  | 0598   |
| 23   | Alessandra Fumagalli  | 26  | 20  | 30  | 24  | 24  | 21  | 22  | 18  | 0412   |
| 24   | Sara Schmied          | 30  | 22  | 22  | 15  | 22  | 34  | 27  | 23  | 0386   |
| 25   | Song Siji             | 22  | 26  | 18  | 27  | 26  | 25  | 26  | 24  | 0361   |
| 26   | Darta Zunte           | 28  | 24  | 25  | 28  | 19  | 26  | 25  | 21  | 0353   |
| 27   | Viktoria Dönicke      | –   | –   | –   | –   | –   | 10  | –   | 12  | 0272   |
| 28   | Julia Simmchen        | 34  | 29  | 23  | 26  | 20  | 32  | 29  | 28  | 0258   |
| 29   | Liang Yuxin           | 25  | 31  | 21  | 29  | 33  | 0   | 32  | 20  | 0242   |
| 30   | Aline Pelckmans       | 24  | 35  | 27  | 31  | 30  | 28  | 28  | 30  | 0201   |
| 31   | Julia Erlacher        | –   | –   | –   | –   | –   | 14  | –   | 17  | 0200   |
| 32   | Anna Saulite          | 32  | 21  | 26  | 25  | 28  | –   | –   | –   | 0182   |
| 33   | Kellie Delka          | 27  | 28  | –   | 23  | 25  | –   | –   | –   | 0150   |
| 34   | Crace Defoe           | 35  | 36  | 31  | 30  | 29  | 29  | 24  | –   | 0150   |
| 35   | Nicole Burger         | 29  | 33  | –   | –   | –   | 27  | 30  | 29  | 0114   |
| 36   | Nanna Johansen        | 31  | 32  | –   | –   | –   | 30  | 35  | 27  | 0096   |
| 37   | Ana Torres Quevedo    | 36  | 37  | –   | 33  | 31  | 36  | 37  | 34  | 0078   |
| 38   | Laura Vargas          | 38  | 30  | 28  | –   | –   | 35  | 34  | –   | 0077   |
| 39   | Hong Sujung           | 33  | 26  | 29  | –   | –   | –   | –   | –   | 0074   |
| 40   | Katharina Eigenmann   | –   | –   | –   | 32  | –   | 31  | 33  | 31  | 0066   |
| 41   | Dārta Neimane         | –   | –   | –   | –   | –   | –   | 31  | 26  | 0054   |
| 42   | Clara Aznar           | 37  | 38  | –   | –   | –   | 33  | 36  | 32  | 0054   |
| 43   | Shannon Galea         | –   | –   | –   | –   | 32  | 0   | 38  | 33  | 0066   |
| 44   | Marta Andžāne         | –   | –   | –   | –   | 0   | –   | –   | –   | 0000   |
| 45   | Annia Unterscheider   | –   | –   | –   | –   | –   | –   | dsq | –   | 0000   |

### Männer
| Rang | Athlet                  | PY1 | PY2 | YAN | ALT | SIG | WIN | STM | LIL | Punkte |
| ---- | ----------------------- | --- | --- | --- | --- | --- | --- | --- | --- | ------ |
| 01   | Matt Weston             | 3   | 3   | 2   | 2   | 2   | 1   | 1   | 8   | 1640   |
| 02   | Marcus Wyatt            | 2   | 2   | 4   | 3   | 1   | 8   | 8   | 3   | 1557   |
| 03   | Christopher Grotheer    | 1   | 1   | 1   | 1   | dns | 3   | 2   | 9   | 1462   |
| 04   | Samuel Maier            | 6   | 4   | 12  | 10  | 3   | 2   | 6   | 2   | 1436   |
| 05   | Axel Jungk              | 9   | 16  | 9   | 4   | 10  | 10  | 4   | 4   | 1264   |
| 06   | Felix Keisinger         | 9   | 8   | 14  | 9   | 6   | 5   | 18  | 6   | 1192   |
| 07   | Wladyslaw Heraskewytsch | 8   | 11  | 8   | 7   | 11  | 4   | 14  | 13  | 1184   |
| 08   | Chen Wenhao             | 5   | 18  | 7   | 8   | 5   | 17  | 10  | 6   | 1184   |
| 09   | Yin Zheng               | 16  | 14  | 3   | 11  | 3   | 20  | 9   | 5   | 1148   |
| 10   | Lin Quinwei             | 18  | 7   | 5   | 20  | 21  | 5   | 12  | 1   | 1099   |
| 11   | Rasmus Johansen         | 4   | 8   | 11  | 12  | 16  | 12  | 17  | 10  | 1072   |
| 12   | Lukas Nydegger          | 18  | 10  | 17  | 5   | 13  | 13  | 6   | 11  | 1048   |
| 13   | Austin Florian          | 14  | 11  | 14  | 6   | 7   | 19  | 5   | 19  | 1036   |
| 14   | Mattia Gaspari          | 12  | 15  | 18  | 13  | 8   | 7   | 11  | 12  | 1024   |
| 15   | Amedeo Bagnis           | 14  | 13  | 10  | 18  | 9   | 9   | 3   | −   | 0960   |
| 16   | Kim Ji-soo              | 7   | 5   | 13  | 24  | 20  | 14  | 13  | 21  | 0897   |
| 17   | Zhu Haifeng             | 17  | 19  | 6   | 17  | 17  | 18  | 16  | 19  | 0764   |
| 18   | Vinzenz Buff            | 11  | 22  | 19  | 14  | 19  | 26  | 24  | 14  | 0645   |
| 19   | Craig Thompson          | 13  | 6   | 20  | 15  | 12  | −   | −   | −   | 0596   |
| 20   | Lucas Defayet           | −   | −   | −   | 19  | 18  | 11  | 15  | 15  | 0498   |
| 21   | Giovanni Marchetti      | 20  | 17  | 24  | 27  | 22  | 27  | 23  | 16  | 0467   |
| 22   | Daniel Barefoot         | 21  | 21  | 21  | 21  | 23  | 21  | 21  | 25  | 0462   |
| 23   | Alexander Schlintner    | 25  | dns | 16  | 16  | 15  | 25  | −   | 18  | 0456   |
| 24   | Livio Summermatter      | 24  | 26  | 25  | 23  | 24  | 22  | 20  | 24  | 0385   |
| 25   | Nicholas Timmings       | 23  | 20  | 23  | −   | −   | 24  | 31  | −   | 0231   |
| 26   | Colin Freeling          | 31  | 28  | 26  | 25  | 31  | 23  | 30  | 32  | 0226   |
| 27   | Yaroslav Lavreniuk      | 26  | 24  | 22  | dsq | −   | 31  | 27  | 26  | 0223   |
| 28   | Sim Hyungjun            | 22  | 23  | 27  | 22  | 30  | −   | −   | −   | 0214   |
| 29   | Dāvis Valdovskis        | −   | −   | −   | −   | 14  | −   | 25  | 22  | 0231   |
| 30   | Laurence Bostock        | −   | −   | −   | −   | −   | 16  | −   | 17  | 0184   |
| 31   | Nicholas Tucker         | −   | −   | −   | −   | −   | 14  | 26  | 27  | 0180   |
| 32   | Adrian Rodriguez        | 29  | 25  | −   | 31  | 29  | 36  | 27  | 29  | 0171   |
| 33   | Kyle Donsberger         | 32  | 30  | 28  | 28  | 31  | 32  | −   | −   | 0126   |
| 34   | Timon Drahonovsky       | −   | −   | −   | 26  | 25  | 34  | 31  | 34  | 0118   |
| 35   | Hunter Williams         | 33  | 29  | 29  | 29  | 27  | −   | −   | −   | 0231   |
| 36   | Vladyslav Polyvach      | −   | −   | −   | −   | 26  | 28  | 38  | 28  | 099    |
| 37   | Peter Makrides          | 27  | 28  | −   | −   | −   | 33  | 37  | −   | 082    |
| 38   | Jonathan Yaw            | 31  | 30  | −   | −   | −   | 35  | 34  | 31  | 078    |
| 39   | Florian Auer            | −   | −   | −   | −   | −   | −   | 19  | −   | 074    |
| 40   | Jared Firestone         | 34  | 32  | −   | −   | −   | 38  | 35  | 30  | 065    |
| 41   | Jacob Salisbury         | −   | −   | −   | −   | −   | −   | 22  | −   | 056    |
| 42   | Jung Seunggi            | −   | −   | −   | −   | −   | −   | −   | 23  | 050    |
| 43   | Yeo Chanhyuk            | −   | −   | −   | −   | −   | 29  | 29  | −   | 048    |
| 44   | Akwasi Frimpong         | −   | −   | −   | 30  | −   | 37  | 39  | 36  | 043    |
| 45   | Joeri van Kuppeveld     | −   | −   | −   | −   | −   | 30  | −   | 33  | 034    |
| 46   | Ryan Kuehn              | 27  | dns | −   | −   | −   | −   | −   | −   | 0032   |
| 47   | Jordan Rwiyamilira      | −   | −   | −   | 32  | 33  | −   | −   | −   | 0030   |
| 48   | Theodor Liviu Buligescu | −   | −   | −   | −   | −   | −   | −   | 28  | 0028   |
| 48   | Vladyslav Klymenko      | −   | −   | −   | −   | 28  | −   | −   | −   | 0028   |
| 50   | Mark Lynch              | −   | −   | 30  | −   | −   | −   | −   | −   | 0020   |
| 51   | Kyle Murray             | −   | −   | −   | −   | −   | 39  | 33  | −   | 0020   |
| 52   | Lin-Wei Peng            | −   | −   | −   | −   | −   | −   | −   | 35  | 0010   |
| 53   | Josip Brusic            | −   | −   | −   | −   | −   | −   | 35  | −   | 0010   |
| 54   | Jeff Bauer              | −   | −   | −   | −   | −   | −   | −   | 37  | 0008   |
| 55   | Eduardo Strapasson      | −   | −   | −   | −   | −   | −   | 40  | −   | 0005   |